# Castellani (orafi)
I Castellani furono una famiglia di orafi, collezionisti, antiquari e ceramisti, che costituirono una "dinastia" attiva a Roma nel XIX e XX secolo.

## Storia
Fondatore della dinastia fu Fortunato Pio (1794 - 1865) il quale nel 1814 aprì un proprio laboratorio a Roma. Il capostipite si specializzò nella creazione di gioielli imitanti quelli antichi che venivano allora alla luce nelle necropoli dell'Etruria e negli scavi di Pompei ed Ercolano o che potevano essere osservati nella collezione del Campana. Il sodalizio col duca Michelangelo Caetani, cultore di belle arti e disegnatore egli stesso di gioielli, permise a Fortunato Castellani di divenire in breve l'orafo delle più illustri famiglie aristocratiche dapprima romane e quindi europee. Fortunato importava inoltre lussuose opere di oreficeria dal resto d'Europa da rivendere a Roma.

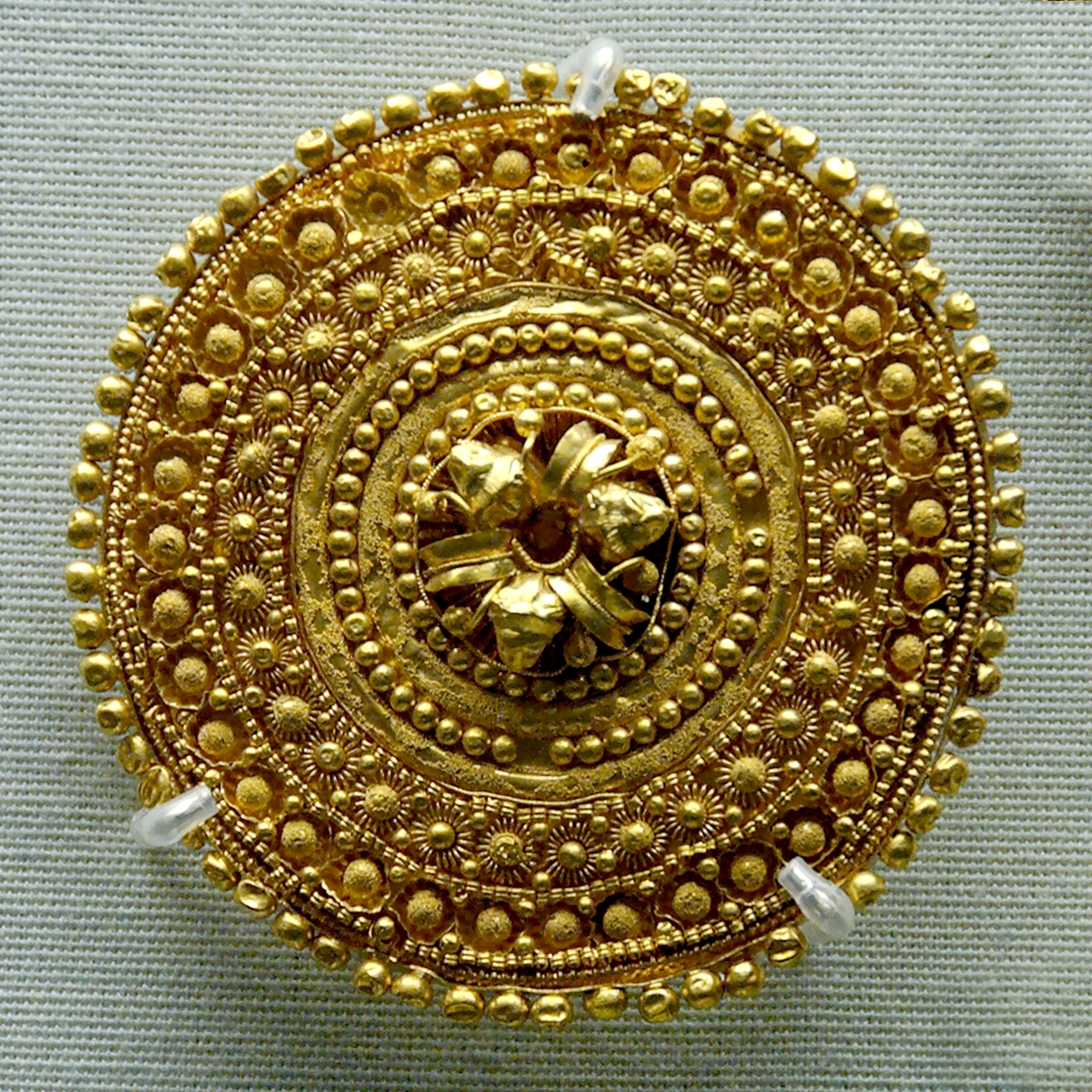
British Museum, Collezione Campana, opera di oreficeria etrusca

Dei tre figli maschi di Fortunato, collaborarono col padre e ne continuarono le attività di orafo e di antiquario i figli Augusto e Alessandro; il figlio Guglielmo, invece, si dedicò all'arte della ceramica. Ritiratosi Fortunato Pio nel 1850, i Castellani della seconda generazione si dedicarono tuttavia soltanto al commercio di gioielli di propria produzione o alla vendita di reperti archeologici. La parte creativa fu affidata ad Alessandro Castellani e a Michelangelo Caetani, mentre Augusto si interessò soprattutto degli aspetti economici della società. Nel 1859 i Castellani si dedicarono per cinque mesi al restauro e alla catalogazione della Collezione Campana; ebbero così l'opportunità di perfezionare le loro osservazioni sulla tecnica della granulazione e della filigrana e di giungere alla fine a una accettabile riproduzione di esse.
Nella seconda metà del XIX secolo le oreficerie Castellani conquistarono un ruolo di primo piano nel mercato europeo. Alessandro, che era riparato in Francia per motivi politici nel 1860, aprì con grande successo anche a Parigi e a Napoli nuove sedi nelle quali si commerciavano antichità, soprattutto etrusche. Fra i clienti si annoveravano anche Napoleone III, il Museo del Louvre e il British Museum diretto da Newton. È stato ipotizzato che alcuni reperti etruschi commerciati dai Castellani fossero falsi; la risposta è difficile, in quanto ancora alla fine del XIX secolo il restauro delle opere d'arte veniva fatto senza troppi scrupoli filologici assemblando insieme pezzi antichi e nuovi Analisi chimiche recenti su alcuni reperti antiquari venduti dai Castellani al museo di Berlino hanno permesso tuttavia di concludere che Alessandro Castellani abbia venduto talora anche dei reperti falsi.
Morto Alessandro (1883), il fratello Augusto trasformò la bottega in una specie di museo privato. L'attività continuò ancora, sia pure con minore slancio, con i nipoti Alfredo e Torquato, figli rispettivamente di Augusto e di Alessandro; il primo fu orafo, il secondo ceramista. La morte di costoro, avvenuta negli anni trenta del Novecento, rappresentò la fine dell'attività.
I Castellani hanno conservato e donato allo Stato italiano i gioielli da loro creati nel corso della loro attività centenaria e rimasti in loro possesso. Tali gioielli sono ora esposti nel Museo nazionale di Villa Giulia. Augusto, che aveva donato ai Musei capitolini e al Museo artistico-industriale di Roma una grande collezione di pezzi rari, lasciò alla sua morte al figlio Alfredo la sua collezione di vasi greci, italioti ed etruschi, di bronzi, di avori, gioielli e monete. Alfredo, ultimo discendente maschio dei Castellani, donò la quasi totalità della collezione allo Stato italiano con due sole eccezioni: una coperta di evangeliario in oro, zaffiri, perle e avorio, e una corona votiva in oro, perle e rubini lasciate, per volontà testamentarie, alla Basilica di San Pietro in Vaticano ove sono esposte presso il Museo del Tesoro della Basilica.

## Esponenti
- Fortunato Pio Castellani (1794 - 1865) - il capostipite, orafo, antiquario
- Alessandro Castellani (1823 – 1883) - figlio di Fortunato, patriota mazziniano, orafo, antiquario
- Augusto Castellani (1829 – 1914) - figlio di Fortunato, orafo, antiquario, collezionista
- Guglielmo Castellani (1836 – 1896) - figlio di Fortunato, ceramista
- Torquato Castellani (1846 – 1931) - figlio di Alessandro, ceramista
- Olga Castellani (1879 – 1965) - figlia di Torquato, ceramista
- Pio Fabri (1847 – 1927) - genero di Augusto, ceramista
- Alfredo Castellani (1856 – 1930) - figlio di Augusto, orafo e restauratore

## Albero genealogico
Gli orafi Castellani
| Carolina Baccani | Carolina Baccani | Carolina Baccani      | Carolina Baccani      | Carolina Baccani      | Carolina Baccani      |                       |                       |  |  |                    |                    | Fortunato Pio Castellani | Fortunato Pio Castellani | Fortunato Pio Castellani | Fortunato Pio Castellani | Fortunato Pio Castellani | Fortunato Pio Castellani |                                       |                                       |                                       |                                       |                                       |                                       |            |            |                                             |                                             |                                             |                                             |                                             |                                             |  |  |  |  |                                          |                                          |                                          |                                          |                                          |                                          |  |  |  |  |  |  |  |  |  |  |  |  |  |  |  |  |  |  |  |  |  |  |  |  |  |  |  |  |  |  |
| Carolina Baccani | Carolina Baccani | Carolina Baccani      | Carolina Baccani      | Carolina Baccani      | Carolina Baccani      |                       |                       |  |  |                    |                    | Fortunato Pio Castellani | Fortunato Pio Castellani | Fortunato Pio Castellani | Fortunato Pio Castellani | Fortunato Pio Castellani | Fortunato Pio Castellani |                                       |                                       |                                       |                                       |                                       |                                       |            |            |                                             |                                             |                                             |                                             |                                             |                                             |  |  |  |  |                                          |                                          |                                          |                                          |                                          |                                          |  |  |  |  |  |  |  |  |  |  |  |  |  |  |  |  |  |  |  |  |  |  |  |  |  |  |  |  |  |  |
|                  |                  |                       |                       |                       |                       |                       |                       |  |  |                    |                    |                          |                          |                          |                          |                          |                          |                                       |                                       |                                       |                                       |                                       |                                       |            |            |                                             |                                             |                                             |                                             |                                             |                                             |  |  |  |  |                                          |                                          |                                          |                                          |                                          |                                          |  |  |  |  |  |  |  |  |  |  |  |  |  |  |  |  |  |  |  |  |  |  |  |  |  |  |  |  |  |  |
|                  |                  |                       |                       |                       |                       |                       |                       |  |  |                    |                    |                          |                          |                          |                          |                          |                          |                                       |                                       |                                       |                                       |                                       |                                       |            |            |                                             |                                             |                                             |                                             |                                             |                                             |  |  |  |  |                                          |                                          |                                          |                                          |                                          |                                          |  |  |  |  |  |  |  |  |  |  |  |  |  |  |  |  |  |  |  |  |  |  |  |  |  |  |  |  |  |  |
|                  |                  |                       |                       |                       |                       |                       |                       |  |  |                    |                    |                          |                          |                          |                          |                          |                          |                                       |                                       |                                       |                                       |                                       |                                       |            |            |                                             |                                             |                                             |                                             |                                             |                                             |  |  |  |  |                                          |                                          |                                          |                                          |                                          |                                          |  |  |  |  |  |  |  |  |  |  |  |  |  |  |  |  |  |  |  |  |  |  |  |  |  |  |  |  |  |  |
|                  |                  | Alessandro Castellani | Alessandro Castellani | Alessandro Castellani | Alessandro Castellani | Alessandro Castellani | Alessandro Castellani |  |  | Augusto Castellani | Augusto Castellani | Augusto Castellani       | Augusto Castellani       | Augusto Castellani       | Augusto Castellani       |                          |                          | Guglielmo Castellani                  | Guglielmo Castellani                  | Guglielmo Castellani                  | Guglielmo Castellani                  | Guglielmo Castellani                  | Guglielmo Castellani                  |            |            | Camilla Castellani sposa Francesco Carlandi | Camilla Castellani sposa Francesco Carlandi | Camilla Castellani sposa Francesco Carlandi | Camilla Castellani sposa Francesco Carlandi | Camilla Castellani sposa Francesco Carlandi | Camilla Castellani sposa Francesco Carlandi |  |  |  |  | Virginia Castellani sposa Luigi Narducci | Virginia Castellani sposa Luigi Narducci | Virginia Castellani sposa Luigi Narducci | Virginia Castellani sposa Luigi Narducci | Virginia Castellani sposa Luigi Narducci | Virginia Castellani sposa Luigi Narducci |  |  |  |  |  |  |  |  |  |  |  |  |  |  |  |  |  |  |  |  |  |  |  |  |  |  |  |  |  |  |
|                  |                  | Alessandro Castellani | Alessandro Castellani | Alessandro Castellani | Alessandro Castellani | Alessandro Castellani | Alessandro Castellani |  |  | Augusto Castellani | Augusto Castellani | Augusto Castellani       | Augusto Castellani       | Augusto Castellani       | Augusto Castellani       |                          |                          | Guglielmo Castellani                  | Guglielmo Castellani                  | Guglielmo Castellani                  | Guglielmo Castellani                  | Guglielmo Castellani                  | Guglielmo Castellani                  |            |            | Camilla Castellani sposa Francesco Carlandi | Camilla Castellani sposa Francesco Carlandi | Camilla Castellani sposa Francesco Carlandi | Camilla Castellani sposa Francesco Carlandi | Camilla Castellani sposa Francesco Carlandi | Camilla Castellani sposa Francesco Carlandi |  |  |  |  | Virginia Castellani sposa Luigi Narducci | Virginia Castellani sposa Luigi Narducci | Virginia Castellani sposa Luigi Narducci | Virginia Castellani sposa Luigi Narducci | Virginia Castellani sposa Luigi Narducci | Virginia Castellani sposa Luigi Narducci |  |  |  |  |  |  |  |  |  |  |  |  |  |  |  |  |  |  |  |  |  |  |  |  |  |  |  |  |  |  |
|                  |                  |                       |                       |                       |                       |                       |                       |  |  |                    |                    |                          |                          |                          |                          |                          |                          |                                       |                                       |                                       |                                       |                                       |                                       |            |            |                                             |                                             |                                             |                                             |                                             |                                             |  |  |  |  |                                          |                                          |                                          |                                          |                                          |                                          |  |  |  |  |  |  |  |  |  |  |  |  |  |  |  |  |  |  |  |  |  |  |  |  |  |  |  |  |  |  |
|                  |                  | Torquato Castellani   | Torquato Castellani   | Torquato Castellani   | Torquato Castellani   | Torquato Castellani   | Torquato Castellani   |  |  | Alfredo Castellani | Alfredo Castellani | Alfredo Castellani       | Alfredo Castellani       | Alfredo Castellani       | Alfredo Castellani       |                          |                          | Guendalina Castellani sposa Pio Fabri | Guendalina Castellani sposa Pio Fabri | Guendalina Castellani sposa Pio Fabri | Guendalina Castellani sposa Pio Fabri | Guendalina Castellani sposa Pio Fabri | Guendalina Castellani sposa Pio Fabri |            |            | Onorato Carlandi                            | Onorato Carlandi                            | Onorato Carlandi                            | Onorato Carlandi                            | Onorato Carlandi                            | Onorato Carlandi                            |  |  |  |  | Virgilio Narducci                        | Virgilio Narducci                        | Virgilio Narducci                        | Virgilio Narducci                        | Virgilio Narducci                        | Virgilio Narducci                        |  |  |  |  |  |  |  |  |  |  |  |  |  |  |  |  |  |  |  |  |  |  |  |  |  |  |  |  |  |  |
|                  |                  | Torquato Castellani   | Torquato Castellani   | Torquato Castellani   | Torquato Castellani   | Torquato Castellani   | Torquato Castellani   |  |  | Alfredo Castellani | Alfredo Castellani | Alfredo Castellani       | Alfredo Castellani       | Alfredo Castellani       | Alfredo Castellani       |                          |                          | Guendalina Castellani sposa Pio Fabri | Guendalina Castellani sposa Pio Fabri | Guendalina Castellani sposa Pio Fabri | Guendalina Castellani sposa Pio Fabri | Guendalina Castellani sposa Pio Fabri | Guendalina Castellani sposa Pio Fabri |            |            | Onorato Carlandi                            | Onorato Carlandi                            | Onorato Carlandi                            | Onorato Carlandi                            | Onorato Carlandi                            | Onorato Carlandi                            |  |  |  |  | Virgilio Narducci                        | Virgilio Narducci                        | Virgilio Narducci                        | Virgilio Narducci                        | Virgilio Narducci                        | Virgilio Narducci                        |  |  |  |  |  |  |  |  |  |  |  |  |  |  |  |  |  |  |  |  |  |  |  |  |  |  |  |  |  |  |
|                  |                  |                       |                       |                       |                       |                       |                       |  |  |                    |                    |                          |                          |                          |                          |                          |                          |                                       |                                       |                                       |                                       |                                       |                                       |            |            |                                             |                                             |                                             |                                             |                                             |                                             |  |  |  |  |                                          |                                          |                                          |                                          |                                          |                                          |  |  |  |  |  |  |  |  |  |  |  |  |  |  |  |  |  |  |  |  |  |  |  |  |  |  |  |  |  |  |
|                  |                  | Olga Castellani       | Olga Castellani       | Olga Castellani       | Olga Castellani       | Olga Castellani       | Olga Castellani       |  |  |                    |                    | Pompeo Fabri             | Pompeo Fabri             | Pompeo Fabri             | Pompeo Fabri             | Pompeo Fabri             | Pompeo Fabri             |                                       |                                       | Emma Fabri                            | Emma Fabri                            | Emma Fabri                            | Emma Fabri                            | Emma Fabri | Emma Fabri |                                             |                                             |                                             |                                             |                                             |                                             |  |  |  |  |                                          |                                          |                                          |                                          |                                          |                                          |  |  |  |  |  |  |  |  |  |  |  |  |  |  |  |  |  |  |  |  |  |  |  |  |  |  |  |  |  |  |